# Biobío (reka)
Biobío je reka v Čilu s skupno dolžino 380 km.

## Pritoki
Pomembnejša pritoka reke sta La Laja in Malleco.